# 蘇家明
蘇家明，中華民國政治人物，現任桃園信用合作社理事主席，前桃園市議員、桃園市（今桃園區）長、桃園市民代表。
2022年2月7日，蘇家明宣布不再參選公職，4月8日獲選為桃園信用合作社理事主席。

## 政治參與
蘇家明參與地方政治33餘年，歷任桃園市市民代表、桃園市市長，並任桃園市升格後首屆市議員，連任一次後宣布不再參政。